# Coloradia davisi
Coloradia davisi är en fjärilsart som beskrevs av Barnes och Benjamin 1926. Coloradia davisi ingår i släktet Coloradia och familjen påfågelsspinnare. Inga underarter finns listade i Catalogue of Life.